# Chira Ratanarat
Chira Ratanarat (thailändisch จิระรัตนะรัต; * 3. Juni 1940) ist ein thailändischer Automobilbauingenieur und Manager. Er ist Vorstandsvorsitzender der The Siam Chemicals Public Company (SCC).

## Berufliches Leben und Wirken

### Siam Chemicals

The Siam Chemicals Public Company (SCC)

Nach Abschluss eines Automobilbaustudiums an der Universität Stuttgart wurde Chira Ratanarat Geschäftsführer der Siam Chemicals Public Company (SCC). Die Firma war von seinem Vater gegründet worden, um im großen Maßstab Grundchemikalien, wie Schwefelsäure, Salzsäure, verschiedene Basen und Salze, für die thailändische Industrie zu erzeugen.
Chira Ratanarat modernisierte das Unternehmen, das heute verschiedene Chemikalien, Düngemittel und Schmiermittel herstellt und vertreibt. Das Unternehmen ist einer der größten Schmiermittelhersteller Thailands. Es produziert mit 65 unterschiedlichen Marken 5 Millionen Liter Schmierstoffe pro Monat, mit dem Plan, die Produktion bis 2016 auf 10 Millionen Liter pro Jahr zu verdoppeln.

### Safe Flying Service
Er ist auch Geschäftsführer der Safe Flying Service SFS Aviation, die zu Wasser und zu Lande Helikopterflüge durchführen und vom Hersteller autorisierte Wartungsarbeiten für AgustaWestland-Helikopter anbieten.

### Funkferngesteuerte Fahrzeuge

Maxima Racing

Ratanarat ist einer der Pioniere auf dem Gebiet funkferngesteuerter Fahrzeuge in Thailand. Seit mehr als 20 Jahren beschäftigt er sich intensiv mit funkferngesteuerten Modellauto-Rennen und war Gastgeber von zwei Veranstaltungen der R/C Car World Championship in Thailand. Später fokussierte er sich auf Modellflugzeuge und beschaffte sich 1995 die ersten beiden Düsentriebwerke. Er berät die thailändische Armee bezüglich der Konstruktion und des Einsatzes von unbemannten Luftfahrzeugen („Drohnen“).

## Familie
Er heiratete 1969 Khunying Thongtip Ratanarat (คุณหญิงทองทิพ รัตนะรัต; * 1942) und hat mit ihr drei Söhne: Tisanu Ratanarat (ทิษณุ รัตนะรัต; * 1974), Sichart Ratanarat (ศิชาติ รัตนะรัต; * 1976) und Porapong Ratanarat (พรพงศ์ รัตนะรัต; * 1982).

## Ehrungen
Chira Ratanarat erhielt das deutsche Bundesverdienstkreuz als Anerkennung seiner beruflichen Beziehungen mit Deutschland.
Er erhielt den 1st Class Honour Award von König Hassan II. von Marokko.
Er ist Ehrenmitglied des Alumni Netzwerks der Universität Stuttgart, einer Auszeichnung für Akademiker, die eine spezielle Beziehung zur Universität Stuttgart unterhalten.